# 킨세아녜라 (텔레노벨라)
《킨세아녜라》(스페인어: Quinceañera)는 1987년부터 1988년까지 방영된 멕시코의 텔레노벨라이다.